# St. Benedikt (Römershag)
Die römisch-katholische Filialkirche St. Benedikt ist die Dorfkirche von Römershag, einem Stadtteil von Bad Brückenau im unterfränkischen Landkreis Bad Kissingen.

## Geschichte
Römershag ist eine Filiale der Pfarrei Bad Brückenau, die sich im Jahr 1694 von der Urpfarrei Oberleichtersbach löste. Die Kirche, ehemals Schlosskapelle, wurde in den Jahren 1751 bis 1752 unter dem Schlossherrn, dem Fuldaer Fürstabt Amand von Buseck, erbaut.

## Beschreibung und Ausstattung
Die Kirche ist ein rechteckiger Saal mit einem Stichkappengewölbe und besitzt einen Dachreiter. Sie ist im Nordflügel des Schlosses zu finden. Das Hochaltarbild des Kirchenpatrons und die Bilder der Heiligen Sturmius und Rabanus Maurus malte Johann Andreas Herrlein um das Jahr 1750. Volksaltar und Ambo sind Werke von Franz Weigand aus Oberelsbach und entstanden im Jahr 2008.